# Таврійський монетний двір
Таврійський монетний двір — монетний двір у Російській імперії у 1787 – 1788 роках, розташовувався у місті Феодосія. 
Викарбувані на цьому монетному дворі монети мали позначення на реверсі  - «ТМ».

## Історія
1783 й рік став для Кримського ханства нещасливим, у цьому році імператриця Катерина II маніфестом приєднала Кримський півострів до Російської імперії. Далеко не бездоганний стан фінансових справ імперії вимагав заснувати на нових землях російський монетний двір з метою збільшення випуску мідних монет, які могли б покрити збитки від поширення імперських асигнацій. З огляду на той факт, що Феодосія була Кримським регіональним центром, а наявність поблизу міста старовинного ханського Кафського монетного двору, який був більш-менш пристосований до карбування необхідних імператриці монет, обіцяло порівняно невелику собівартість грошей, було прийнято рішення про налагодження там виробництва .
Устаткування і необхідне приладдя були доставлені з Москви і Санкт-Петербурга. У 1787 році Катерина II відвідала Феодосію з тим, щоб офіційно відкрити новий монетний двір.

Срібні 2 копійки, 1787 року

Срібні 20 копійок, 1787 року

Монетний двір працював 1 рік в період з 1787 по 1788 роки. У 1787 році карбувалися мідні монети номіналом 5 копійок з двома видами гуртів: сітчастим і шнуровидним. Тираж - 460 000 штук. У 1788 році карбувалися монети номіналом 2 копійки і 5 копійок. У 5 копійок тираж - 499000 штук, а 2 копійки взагалі є раритетом при тиражі 60050 примірників. 
У 1788 році над Кримським півостровом нависла загроза турецького вторгнення, крім того саме підприємство було більш збитковим, ніж прибутковим. Тому в квітні 1788 року виробництво мідних монет зупинилося.
Монети Таврійського монетного двору самі по собі є рідкісними і дуже популярними серед колекціонерів.